# オーストリア東部鉄道
オーストリア東部鉄道（オーストリアとうぶてつどう、独: Ostbahn、英: Austrian Eastern Railway）とは、オーストリア連邦鉄道が所有する鉄道線である。路線番号は118-01、時刻表番号は700および701。ドイツ・オーストリアなど西欧と、ハンガリー・バルカン半島を結ぶ幹線としての役割を担っている。また、ブラチスラヴァ方面に向かう支線があるが、終点ペトルジャルカ駅はスロヴァキア国内にありながら、2015年時点では、スロヴァキア国鉄の他路線とは接続していない。

## 沿線概況
オーストリア東部鉄道の一部区間はSバーン運行区間である。2012年12月からこの路線の出発駅はウィーン中央駅となっている。東部鉄道はオーストリアの世間には以前の「ラープ鉄道」を意味する。列車はクレーデーリングの市境界線を越えてグラーマトノイジードルへ向かう。そこでポッテンドルフ線がウィーナー・ノイシュタット方面に分岐する。
この路線は続いて、1921年までオーストリアとハンガリー王国の境界駅であったブルク・アン・デア・ライター駅に至る。ブルク駅の西の分岐点から支線が過去にはハインブルクまで伸びたが、ペトロネル・カーヌンテゥム - ハインブルク区間は現在プレスブルク線に属する。またこの支線は単線で電化されていなくて、地元企業の連結線のみに使用されている。
パーンドルフ村駅からパンノニア線及びノイジードル湖線がノイジードル湖流域の方に共に分岐する。パーンドルフ駅では単線で電化された支線が分岐してブラチスラヴァ・ペトルジャルカ駅に至る。
列車はニッケルスドルフを経由し国境線を越えて、ヘジェシュハロム駅に到着する。その駅は1921年から国境駅であったが、ハンガリーが2007年シェンゲン協定の適用国家となったので、国境統制はもう行われない。ブダペスト方面にはブダペスト - ヘジェシュハロム線がこの路線を継承する。

## 歴史

### ラープ鉄道及びオーストリア＝ハンガリー国家鉄道、両国の国有化
制限されたドナウ河水運を補完する目的でシナス男爵（Georgios Sinas, 1783-1856）とフォン・シェネラー（Mathias von Schönerer, 1807-1881）はウィーンと1921年まで国境線のあったブルック・アン・デア・ライタの連結路線と現在のプレスブルク線の建設を計画した。1836年シナスはオーストリア帝国政府に鉄道建設予備作業の許可を申し込んだ。1838年1月2日建設許可は与えられたが、排他的な特権ではなかった。同年3月20日シナスは、株式会社の資金を集めるために、委員会を組織した。1838年6月に会社設立は許可され、同年9月シナスに最大株主の権限が譲り渡された。1839年5月6日帝国ウィーン - ラープ（現在ジェール）鉄道の定款はおよそ1250万グルデンの資金とともに「帝国統合裁判所事務局（k.k. vereinigte Hofkanzlei）」により承認された。
ウィーン - ブルック・アン・デア・ライタ区間の工事は1840年開始の時点からゆっくり進行された。その原因は現在の東部鉄道マルヒェク線の計画であり、その路線のウィーン - ラープ鉄道の競争路線となる恐れであった。1842年シナスは、東部鉄道の15 km区間が既に建設されたけれども、国家により鉄道建設を行うことを申し込んだ。しかし帝国政府は国家予算で鉄道建設を続くことを断った。そのかわり政府はシナスにハンガリー方面の鉄道敷設権を取り消して、その株式会社に南部鉄道建設を割り当てた。この路線の社名はウィーン - グログニツ鉄道会社に変更された。1844年2月シナスは新たにウィーン - ブルック・アン・デア・ライタ区間とウィーナー・シュタット - かツェルドルフ区間の建設許可を取った。1845年建設作業は再開され、1846年9月12日ウィーン - ブルック・アン・デア・ライタ区間が開通した。1853年にウィーン - グロックニッツ区間、モェドリング - ラークセンブルク区間、ウィーナー・ノイシュタット - カッツェルスドルフ区間は南部帝国鉄道（k.k. südliche Staatsbahn）に引き受けられたので、社名はウィーン - ラープ鉄道会社に戻った。
1855年ラープ鉄道は「オーストリア＝ハンガリー国家鉄道会社（Privilegierte Österreichisch-ungarische Staatseisenbahn-Gesellschaft, StEG）」に買収されたが、この会社は名と違って私鉄であった。その後この路線の経由列車はジェール - ブダペスト区間の通じてブダペストまで到達する。別会社と合併された「国家鉄道会社」はウィーン - ブレスブルク間（現在のブラチスラヴァ）と、ウィーンからミステルバッハ、ラー・アン・デア・タヤ経由でブルノまで行くラー線及びフルショヴァニ - ブルノ線を運営した。ウィーン - ブルック区間は同年12月24日に現在の国境線を経てラープ（現在ジェール）まで延長された。
1886年末の頃、ハンガリー国鉄は約4200 kmの鉄道路線の国有化の関係で、ブダペスト - ブルック・アン・デア・ライター国境区間を引き受けた。
一方、オーストリアの区間は1909年に国有化された。
ウィーン東駅を使用していたが、第二次世界大戦による戦災から再建されるまでウィーン南駅を使用していた。

### オーストリア連邦鉄道
1975年6月1日からウィーン南駅 - ブルック区間でディーゼル動車が2時間間隔で運行され、その区間に架空電車線が設置されて後で、4030形電車が投入された。ノイジードル方面の運行のためにウィーン方向の新しい分岐線が設置されねばならなかった。既存の分岐線はハンガリー領に属したので、ブダペスト方面へ連結されていた訳である。建設過程でパルンドルフ・オルト駅が新設され、その分岐線は1979年5月27日開通された。Sバーン系統はニッケルスドルフまで延長されたことがある。

### ÖBB持ち株会社時代
2010年南駅の駅舎は撤去されたが、列車は2012年まで臨時措置により西駅の東側を出発した。2012年12月9日から新しい中央駅はこの路線の出発駅の機能を果たしている。

## 運行形態
ウィーン - ニッケルスドルフ区間及びパルンドルフ - キッツゼー区間は東部地域運輸連合（Verkehrsverbund Ost-Region, VOR）の管轄区域である。

### ユーロナイト（EN）
- スプリト - マイドリング - ウィーン本駅 - ペトルジャルカ - ブラチスラヴァ・ノヴェー・メスト　【夏季、週3日運行】
  - 夏季限定で、週3往復の運行。マイドリング以西は510号線に、ペトルジャルカ以東はスロバキア国鉄132号線に直通する。ウィーン - ペトルジャルカ間ノンストップ。
  - 2024年度に運行を開始した。

### レギオジェット（regiojet）
- プラハ - ウィーン本駅 - マイドリング - ヘジェシュハロム - ブダペスト
  - 一日3往復の運行[9]。マイドリング以北は910号線経由で901号線に、ヘジェシュハロム以東はハンガリー国鉄1号線に直通する。マイドリング - ヘジェシュハロム間ノンストップで、マイドリングからプラハ方面に行くときにウィーン本駅に停車する。
  - 2020年夏に運行を開始した。当初は一日2往復運行していたが、2024年度より一日3往復に増発された。

### シュネルツーク（D）
- アドベント・エクスプレス号： ウィーン本駅 - ヘジェシュハロム - ブダペスト 【アドベント期間の土曜日運行】
  - 臨時列車。アドベント期間の土曜日にのみ運行する。ヘジェシュハロム以東はハンガリー国鉄1号線に直通する。

### レールジェット・エクスプレス (RJX)
- ミュンヘン - ウィーン - ブダペスト
  - 2時間に1本運行する。ウィーン以西は111号線に、ヘジェシュハロム以東はハンガリー国鉄1号線に直通する。
  - 2018年以前はレイルジェット（RJ）として運行していた。
- チューリヒ - ウィーン - ブラチスラヴァ・ペトルジャルカ - ブラチスラヴァ本駅
  - 一日1往復の運行。ウィーン以西は111号線に、ペトルジャルカ以東はスロバキア国鉄132号線に直通する。
  - 2018年末に運行を開始した。

### インターシティ（IC）
- ウィーン - ブラチスラヴァ・ペトルジャルカ - コシツェ
  - 一日1往復の運行。ペトルジャルカ以東はスロバキア国鉄132号線に直通する。
  - 2018年末に運行を開始した。

### ユーロシティ（EC）
- ウィーン本駅 - ブダペスト - ウクライナ・ルーマニア・セルビア方面
  - 2時間に1本運行する。ヘジェシュハロム以東はハンガリー国鉄1号線に直通する。うち2往復は、ブダペスト以遠に直通する車両のみ、シュネルツーク（D）として案内している。
  - 過去の運行形態
    - 2015年以前はブカレスト発着の1往復がユーロナイト（EN）として、他2往復がユーロシティ（EC）として運行し、ウィーン西駅発着であった。
    - 2015年末よりウィーン本駅発着に短縮された。
    - 2018年度は、キエフ方面の1往復がユーロシティ（EC）、ルーマニア・セルビア方面の3往復がシュネルツーク（D）として運行していた。
    - 2019年度は、5往復ともシュネルツーク（D）として運行していた。
    - 2019年末に、全てユーロシティ（EC）に格上げされた（一部車両を除く）。
    - 2020年末に、2時間に1本の運行となった。
- カールマーン・イムレ号： ミュンヘン/チューリヒ - ウィーン本駅 - ブダペスト
  - 一日1往復運行する。ウィーン以西は111号線に、ヘジェシュハロム以東はハンガリー国鉄1号線に直通する。なお、ザルツブルク以西に直通する車両はユーロナイト（EN）として案内される。
  - 過去の運行形態
    - 2021年以前は、シュネルツーク（D）の種別で運行していた。

### レギオナルエクスプレス (REX)
下記4系統が運行する。
- REX6系統： ドイチュクロイツ - ウィーン - ブラチスラヴァ・ペトルジャルカ
  - 1時間に1本の運行。ウィーン以西は511号線に直通する。
  - 過去の運行形態
    - 2016年以前は、平日1時間に1本、休日2時間に1本の運行であった。ウィーン以西は511号線に直通し、ドイチュクロイツまで運行していた。また、大部分がグリル通りを通過していた。
    - 2016年末に、平日のブラチスラヴァ方面行のみ、半数がウィーン本駅始発となった。
    - 2017年末に、休日も1時間に1本の運行となった。
    - 2019年末に、大部分がグリル通り停車となった他、平日のブラチスラヴァ方面行もドイチュクロイツ始発に戻された。
    - 2021年度に限り、全列車ウィーン発着であった。
- REX62系統： ウィーン本駅 - ヘジェシュハロム - ジェール
  - 平日を中心に、朝と夕方のみの運行。休日はジェール → ブルックが片道1本、ブルック → ジェールが片道3本の運行。ヘジェシュハロム以東はハンガリー国鉄1号線に直通する。東行と、午後・夕方の西行は、グラーマトノイジードルを通過する代わりにゲッツェンドルフに停車する。
  - 2022年度以前は、休日の東行3本のうちジェール行が1本のみで、残り2本はヘジェシュハロム止まりであった。
- ラーデクスプレス・ブルゲンラント号（REX63系統）： ウィーン本駅 - パルンドルフ村 - パムハゲン 【春・夏の土曜・休日運行】
  - 季節限定で、一日1往復の運行。パルンドルフ村以東は731号線に直通する。なお、ウィーンとノイジードル湖東岸を結ぶ列車は、REX64系統に併結される形で多数運行している。
  - 2022年度に運行を開始した。当初はウィーン - ブルック間ノンストップであったが、2023年度より他の快速と同じ停車駅となった。
- REX63/REX64系統： ウィーン本駅 - パルンドルフ村 - アイゼンシュタット/パムハゲン
  - 1時間に1本の運行。パルンドルフ村以東は730号線に直通する。
  - 2019年以前は、大部分がグリル通りを通過していた。
- 過去の運行系統
  - REX6系統： ウィーン本駅 → マイドリング → グラーマトノイジードル（通過）→ ショプロン 【平日運行】
    - 片道3本のみの運行。グラーマトノイジードル以南は511号線に直通する。
    - 2019年末に運行を開始した。2024年度より運行していない。

### レギオナルバーン (R)
- R62系統： ブルック・アン・デア・ライタ - ヘジェシュハロム - ジェール
  - 快速と合わせて、2時間に1本の運行。ブルック・アン・デア・ライタで、快速REX64系統と接続する。ヘジェスハロム以東はハンガリー国鉄1号線に直通する。
  - 2019年以前は、ヘジェシュハロム発着が普通（R）、ジェール発着が快速（REX）として運行していたが、2019年末にすべて快速（REX）となり、2020年末に普通(R)に格下げとなった。
- R95系統： ウィーン本駅 - クレーダリング - トライスキルヒェン
  - 1時間に1本の運行。クレーダリング以南は720号線に直通する。
  - 過去の運行形態
    - 2020年以前は平日のみ2時間に1本の運行であった。
    - 2021年度より、1時間に1本に増発された。
    - 2022年の6月11日より休日の運行を開始し、休日は2時間に1本運行する様になった。
    - 2023年度より、平日・休日とも毎時1本の運行となった。

### Sバーン (S)
- S60系統： ヴィーナー・ノイシュタト - ウィーン本駅 - ブルック・アン・デア・ライタ ( → ブラチスラヴァ・ペトルジャルカ )
  - 1時間に2本運行される。半数が、ウィーン本駅以西511号線に直通する。ブラチスラヴァへの直通は深夜の片道1本のみ。
  - 過去の運行形態
    - 2015年以前は、主に900号線のヒュッテルドルフ方面と直通していた。またブラチスラヴァへ直通する列車はレギオナルツーク（R）として運行していて、上下とも運行していた。休日は本数が少なく、2時間に1本の運行であった。
    - 2015年12月のダイヤ改正により、運転系統が変更され、平日・休日とも半数が511号線に直通する様になった。
    - 2019年末に、休日は大多数が511号線に直通する様になった。
    - 2020年末に、ブラチスラヴァ直通のレギオナルツークが、深夜の東行のみとなった他、Sバーン（S60）に種別変更となった。
    - 2024年度より、休日も1時間に2本運行する様になった。

## 過去の運行種別
- インターシティ・エクスプレス（ICE）
  - 2014年12月から2015年12月まで、主にフランクフルトまたはハンブルク - ウィーン - ウィーン空港の系統で、2時間に1本運行していた。
- レールジェット（RJ）
  - ザルツブルク - ウィーン - ノイジードル・アム・ゼー 【夏季の休日運行】
    - 2019年以前、夏季の休日のみ、一日2往復運行していた。ウィーン本駅 - ノイジードル間ノンストップで、パルンドルフ村以東は730号線に直通していた。

## 駅一覧
以下では、オーストリア国鉄700,701号線の駅と営業キロ、停車列車、接続路線などを一覧表で示す。
- 種別
  - RG：レギオジェット
  - D：シュネルツーク
  - RJ：レールジェット・エクスプレス
  - EC：ユーロシティ
  - REX：レギオナルエクスプレス
  - R：レギオナルバーン
  - S：Sバーン
- 停車駅
  - ■印：全列車停車
  - ●印：一部通過
  - ○印：一部停車
  - ｜印：全列車通過

### ウィーン - ヘジェスハロム間
| 路線名 | 駅名                                       | 駅間営業キロ | 累計営業キロ | RG | EC | RJ | IC | D  | REX | R | S | 接続路線 | 所在地                           | 所在地                         |
| ------ | ------------------------------------------ | ------------ | ------------ | -- | -- | -- | -- | -- | --- | - | - | --- | -------------------------------- | ------------------------------ |
| 510    | ウィーン・マイドリング駅                   | -            | -3.5         | ■  |    | ■  |    | ■  | ■   |   | ■ | - ドナウラント線（クレーデリングまで11.2 km） - 111号線（ザルツブルク方面）、500号線（グログニッツ方面） - 511号線（ショプロン方面） - 515号線（トライスキルヒェン方面、オペラ座方面） - 900号線（マッツラインスドルフ広場方面） - ウィーン地下鉄 - 6号線（ジーベンヒアテン方面/フロリツドルフ方面） | ウィーン市                       | マイドリング区                 |
| 700    | ウィーン中央駅                             | 3.4          | -0.1         |    | ■  | ■  | ■  | ■  | ■   | ■ | ■ | - 900号線（マッツラインスドルフ広場方面、フロリツドルフ方面） - 901号線（プラハ方面）、910号線（マーヘク方面） - ウィーン地下鉄 - 1号線（レオポルダウ方面、アラウダ通り方面） | ウィーン市                       | ファーフォリテン区             |
| 700    | グリル通り駅                               | 3.0          | 2.9          |    | ｜ | ｜ | ｜ | ｜ | ●   | ■ | ■ | | ウィーン市                       | ジンメリング区                 |
| 700    | クレーデリング駅                           | 4.5          | 7.4          | ｜ | ｜ | ｜ | ｜ | ｜ | ｜  | ■ | ■ | - ドナウラント線（マイドリングまで11.2km） - 720号線（フェリクスドルフ方面）、907号線（空港方面） | ニーダーエスターライヒ州         | ウィーン郊外郡                 |
| 700    | ランツェンドルフ・ランナースドルフ駅       | 2.3          | 9.7          | ｜ | ｜ | ｜ | ｜ | ｜ | ｜  |   | ■ | | ニーダーエスターライヒ州         | ウィーン郊外郡                 |
| 700    | ヒンベルク駅                               | 3.5          | 13.2         | ｜ | ｜ | ｜ | ｜ | ｜ | ○   |   | ■ | | ニーダーエスターライヒ州         | ウィーン郊外郡                 |
| 700    | グラーマトノイジードル駅                   | 6.2          | 19.4         | ｜ | ｜ | ｜ | ｜ | ｜ | ●   |   | ■ | 511号線（ショプロン方面） | ニーダーエスターライヒ州         | ウィーン郊外郡                 |
| 700    | ゲッツェンドルフ駅                         | 7.6          | 27.0         | ｜ | ｜ | ｜ | ｜ | ｜ | ○   |   | ■ | | ニーダーエスターライヒ州         | ブルック・アン・デア・ライタ郡 |
| 700    | トラウトマンスドルフ・アン・デア・ライタ駅 | 4.0          | 31.0         | ｜ | ｜ | ｜ | ｜ | ｜ | ｜  |   | ■ | | ニーダーエスターライヒ州         | ブルック・アン・デア・ライタ郡 |
| 700    | ザーラスドルフ駅                           | 2.6          | 33.6         | ｜ | ｜ | ｜ | ｜ | ｜ | ｜  |   | ■ | | ニーダーエスターライヒ州         | ブルック・アン・デア・ライタ郡 |
| 700    | ヴィルフラインスドルフ駅                   | 2.9          | 36.5         | ｜ | ｜ | ｜ | ｜ | ｜ | ｜  |   | ■ | | ニーダーエスターライヒ州         | ブルック・アン・デア・ライタ郡 |
| 700    | ブルック・アン・デア・ライタ駅             | 4.7          | 41.2         | ｜ | ｜ | ｜ | ｜ | ｜ | ■   | ■ | ■ | | ブルゲンラント州                 | ノイジードル・アム・ゼー郡     |
| 700    | パルンドルフ村駅                           | 6.5          | 47.7         | ｜ | ｜ | ｜ | ｜ | ｜ | ■   | ■ |   | 730号線（アイゼンシュタット方面）、731号線（パムハゲン方面） | ブルゲンラント州                 | ノイジードル・アム・ゼー郡     |
| 700    | パルンドルフ駅                             | 1.6          | 49.3         | ｜ | ｜ | ｜ | ｜ | ｜ | ■   | ■ |   | ブラチスラヴァ方面 | ブルゲンラント州                 | ノイジードル・アム・ゼー郡     |
| 700    | ツルンドルフ駅                             | 11.8         | 61.1         | ｜ | ｜ | ｜ |    | ｜ | ■   | ■ |   | | ブルゲンラント州                 | ノイジードル・アム・ゼー郡     |
| 700    | ニッケルスドルフ駅                         | 5.5          | 66.6         | ｜ | ｜ | ｜ |    | ｜ | ■   | ■ |   | | ブルゲンラント州                 | ノイジードル・アム・ゼー郡     |
| 1      | ヘジェシュハロム駅                         | 5.7          | 72.3         | ■  | ■  | ■  |    | ■  | ■   | ■ |   | - ハンガリー国鉄 - 1号線（ブダペスト方面、ブラチスラヴァ方面） - 16号線（チョルナ方面） | ジェール・モション・ショプロン県 | モションマジャローヴァール郡   |

### パルンドルフ - ブラチスラヴァ間
| 路線名 | 駅名                             | 駅間営業キロ | 累計営業キロ | rjx | IC | REX | S | 接続路線                                                            | 所在地           | 所在地                     |
| ------ | -------------------------------- | ------------ | ------------ | --- | -- | --- | - | ------------------------------------------------------------------- | ---------------- | -------------------------- |
| 701    | パルンドルフ駅                   | -            | 0.0          | ｜  | ｜ | ■   | ■ | ウィーン方面、ブダペスト方面                                        | ブルゲンラント州 | ノイジードル・アム・ゼー郡 |
| 701    | ノイドルフ駅                     | 5.8          | 5.8          | ｜  | ｜ | ■   | ■ |                                                                     | ブルゲンラント州 | ノイジードル・アム・ゼー郡 |
| 701    | ガッテンドルフ駅                 | 3.2          | 9.0          | ｜  | ｜ | ■   | ■ |                                                                     | ブルゲンラント州 | ノイジードル・アム・ゼー郡 |
| 701    | パーマ駅                         | 5.9          | 14.9         | ｜  | ｜ | ■   | ■ |                                                                     | ブルゲンラント州 | ノイジードル・アム・ゼー郡 |
| 701    | キッツェー駅                     | 5.0          | 19.9         | ｜  | ｜ | ■   | ■ |                                                                     | ブルゲンラント州 | ノイジードル・アム・ゼー郡 |
| 137    | ブラチスラヴァ・ペトルジャルカ駅 | 4.9          | 24.8         | ■   | ■  | ■   | ■ | スロバキア国鉄 132号線（コシツェ/セネツ方面、ヘジェシュハロム方面） | ブラチスラヴァ市 | 5区                        |